# Ubosot van Wat Phra Kaew

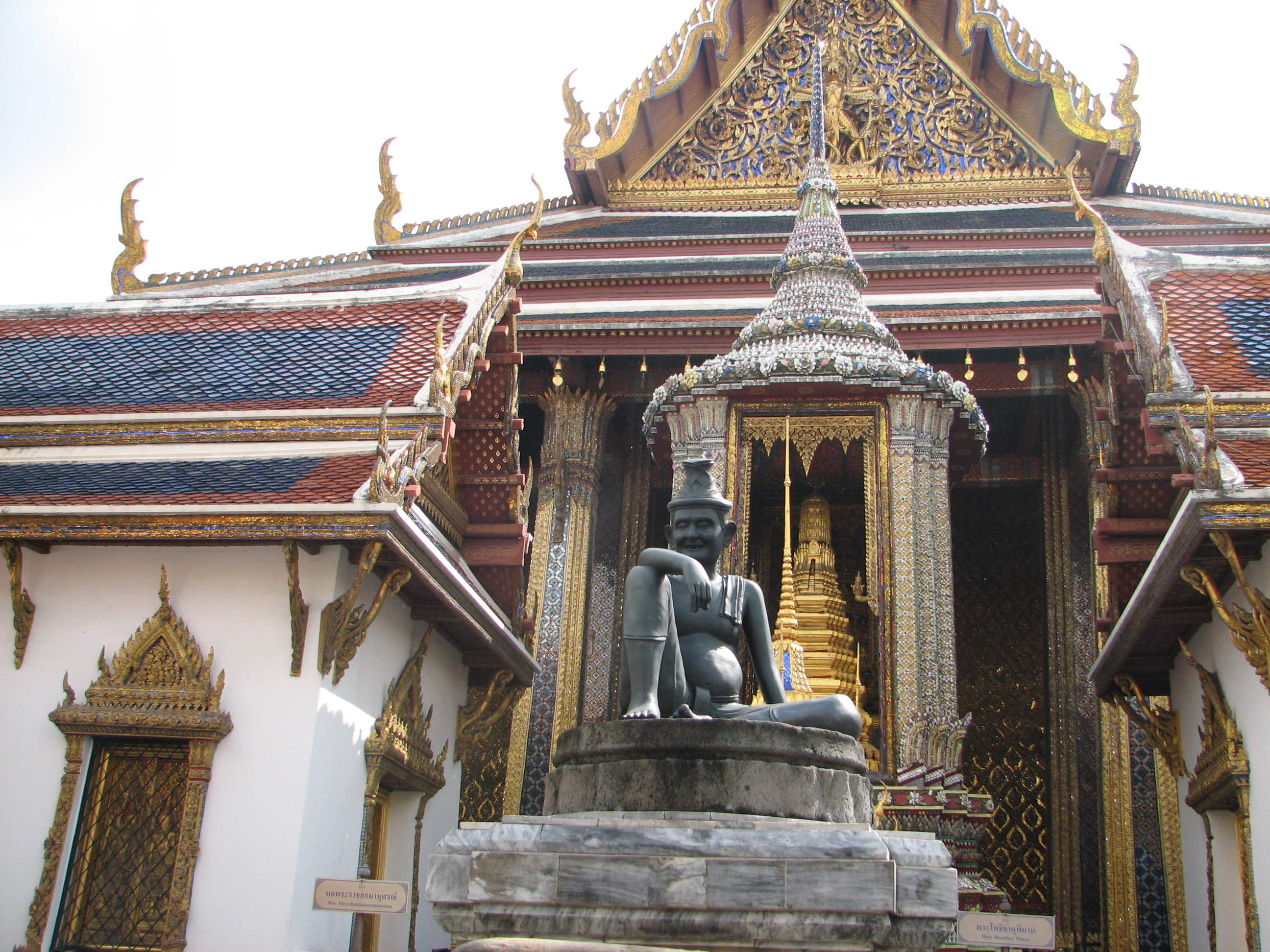
De ingang van de ubosot

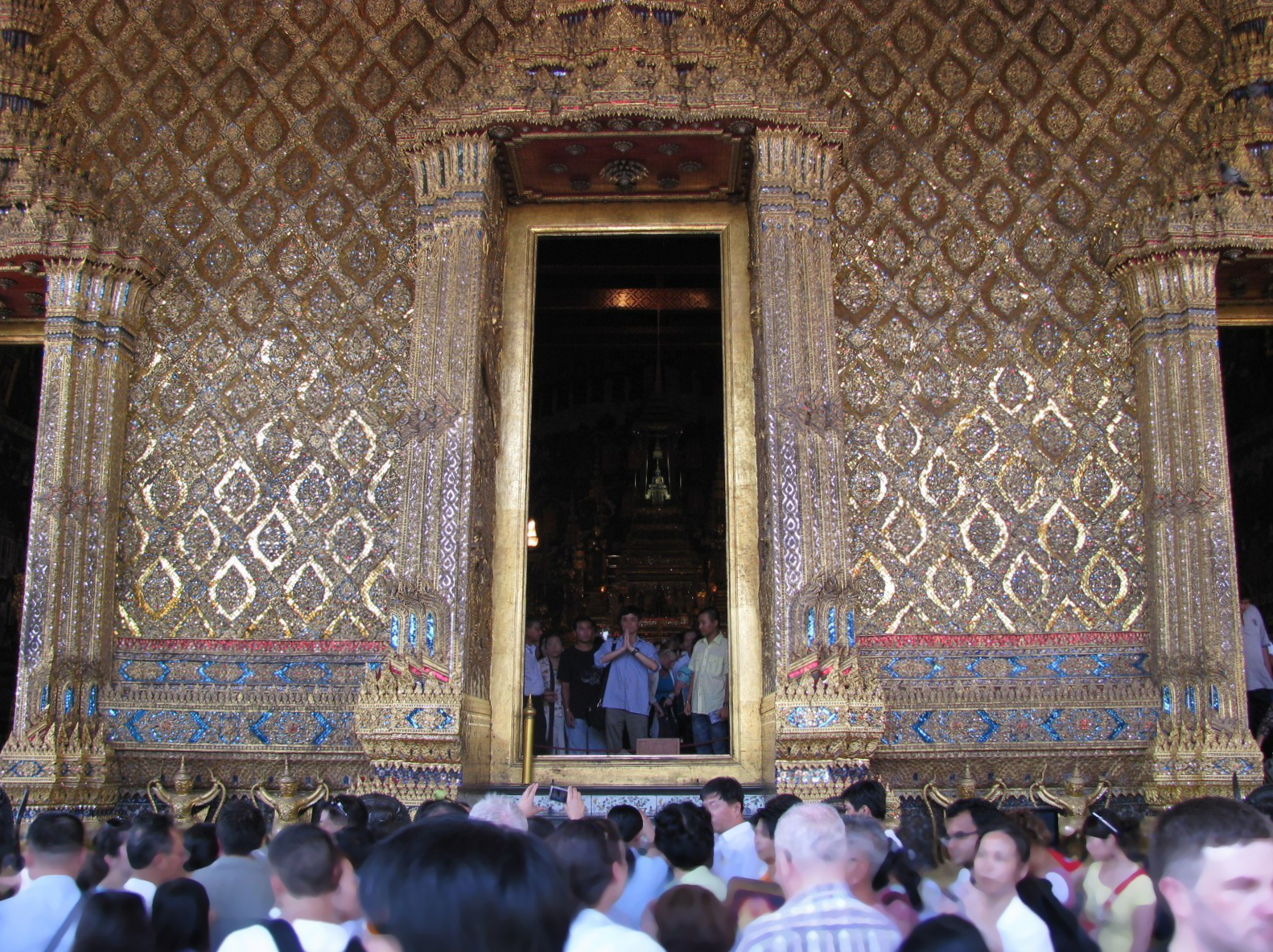
De ingang van de ubosot

De ubosot van Wat Phra Kaew is de ubosot (heiligste deel) van het tempelcomplex Wat Phra Kaew in de Thaise hoofdstad Bangkok. De ubosot huisvest de Smaragdgroene Boeddha.

## Architectuur
De ubosot van Wat Phra Kaew staat op een marmeren fundament, dat wordt omringd door een aantal met brons vergulde Garoeda's. De ramen en deuren van de ubosot zijn ingelegd met parelmoerpatronen en bij de trap van de hoofdingang staan stenen leeuwen.
Op de muur van de ubosot staan muurschilderingen uit de regeerperiode van Rama III (1824-1851). Op de muurschilderingen staan onderwerpen uit de Traiphum, de overwinning van Gautama Boeddha op Mara en andere taferelen uit de levens van Boeddha.
Rond de tempel staan twaalf sala's (paviljoens).
In de ubosot staat boven een goud altaar de 66 cm lange Smaragdgroene Boeddha.

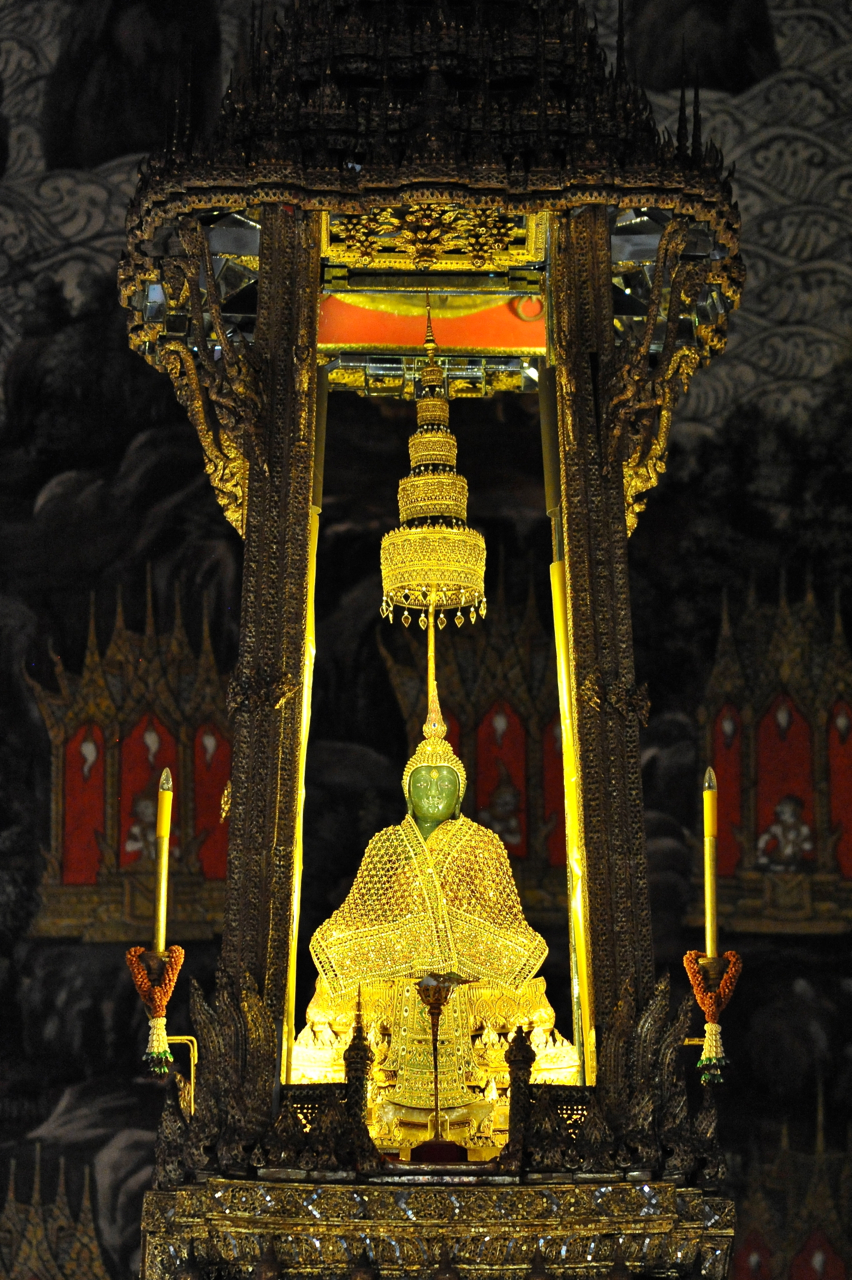
De Smaragdgroene Boeddha